# Jirishanca
De Jirishanca is een 6.094 meter hoge berg in de Andes van Peru. Hij ligt in het noorden van de Cordillera Huayhuash.
In 1939 werd de berg voor het eerst op een kaart weergegeven. Hans Kinzl leidde de eerste beklimmingen van deze berg. Pas in 1957 lukte het de Oostenrijkers Toni Egger en Siegfried Jungmeir om de top te bereiken. Sindsdien is het niet veel klimmers meer gelukt. In de jaren 80 was de berg gesloten voor klimmers.

## Galerij

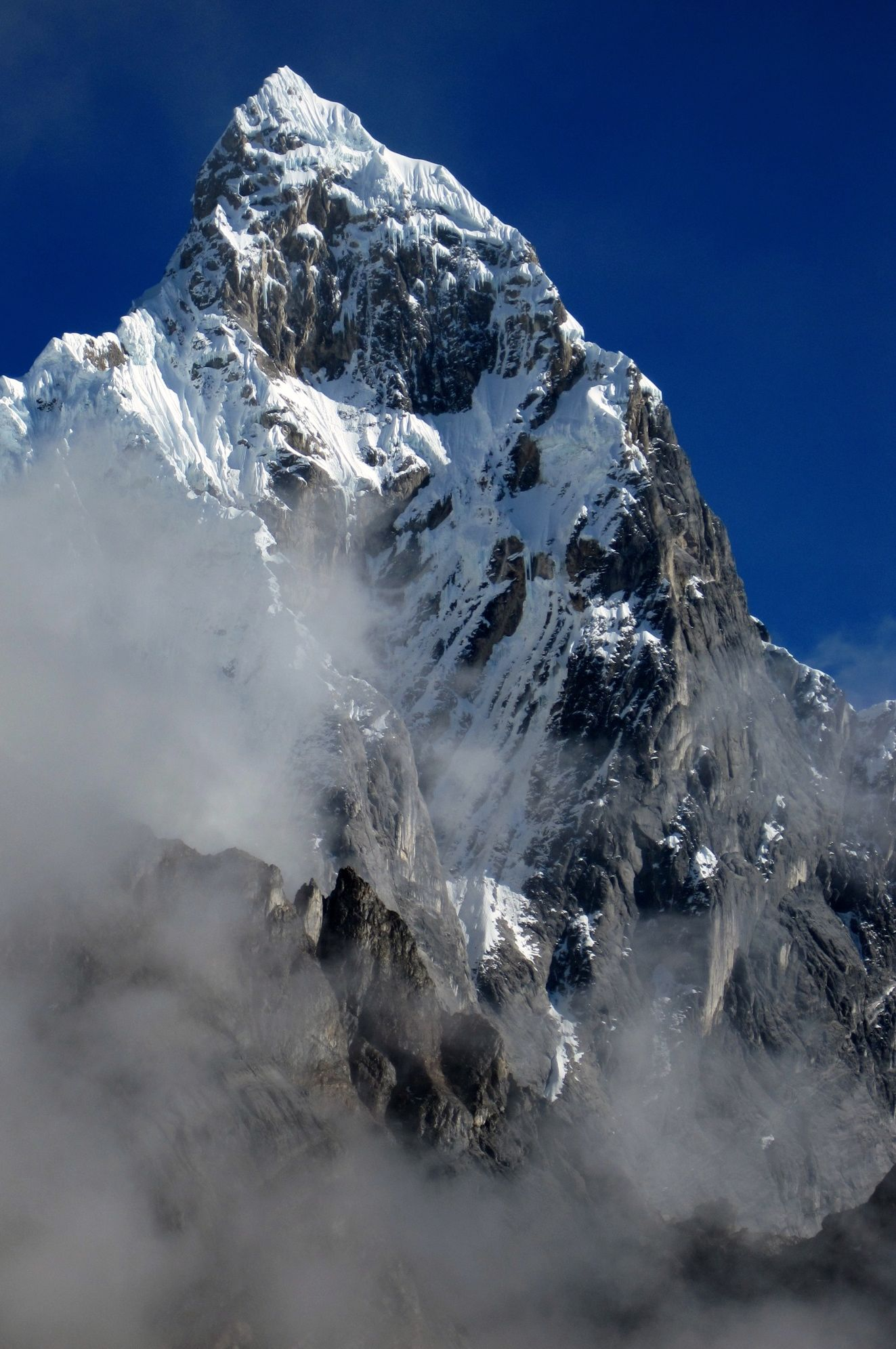
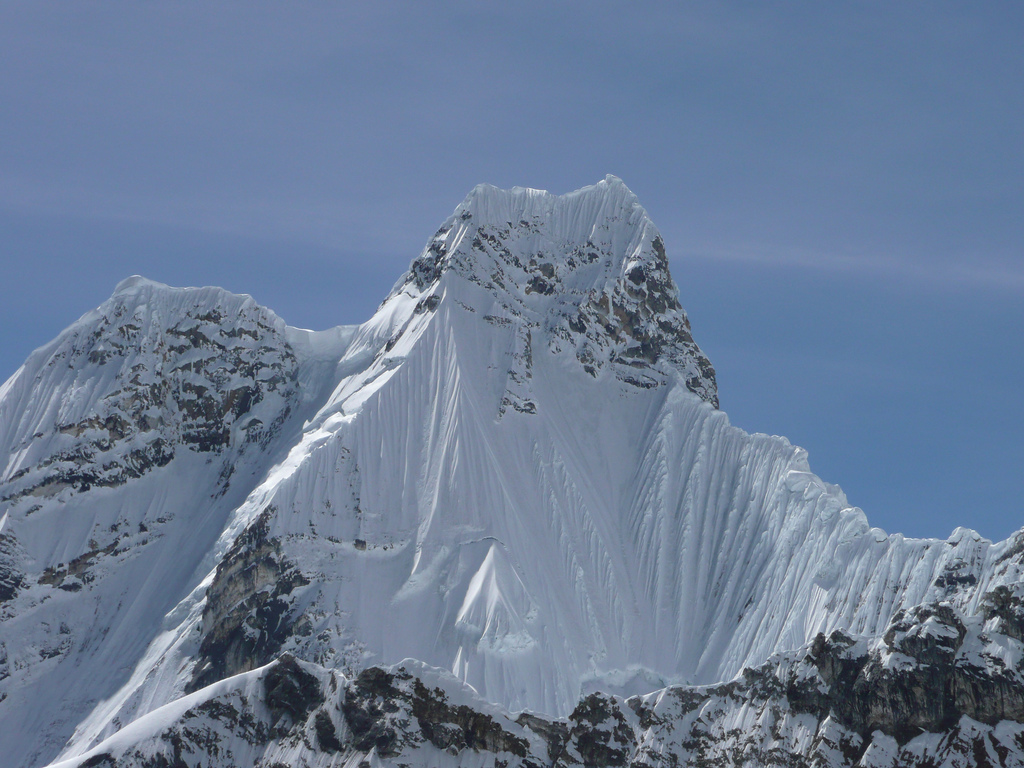
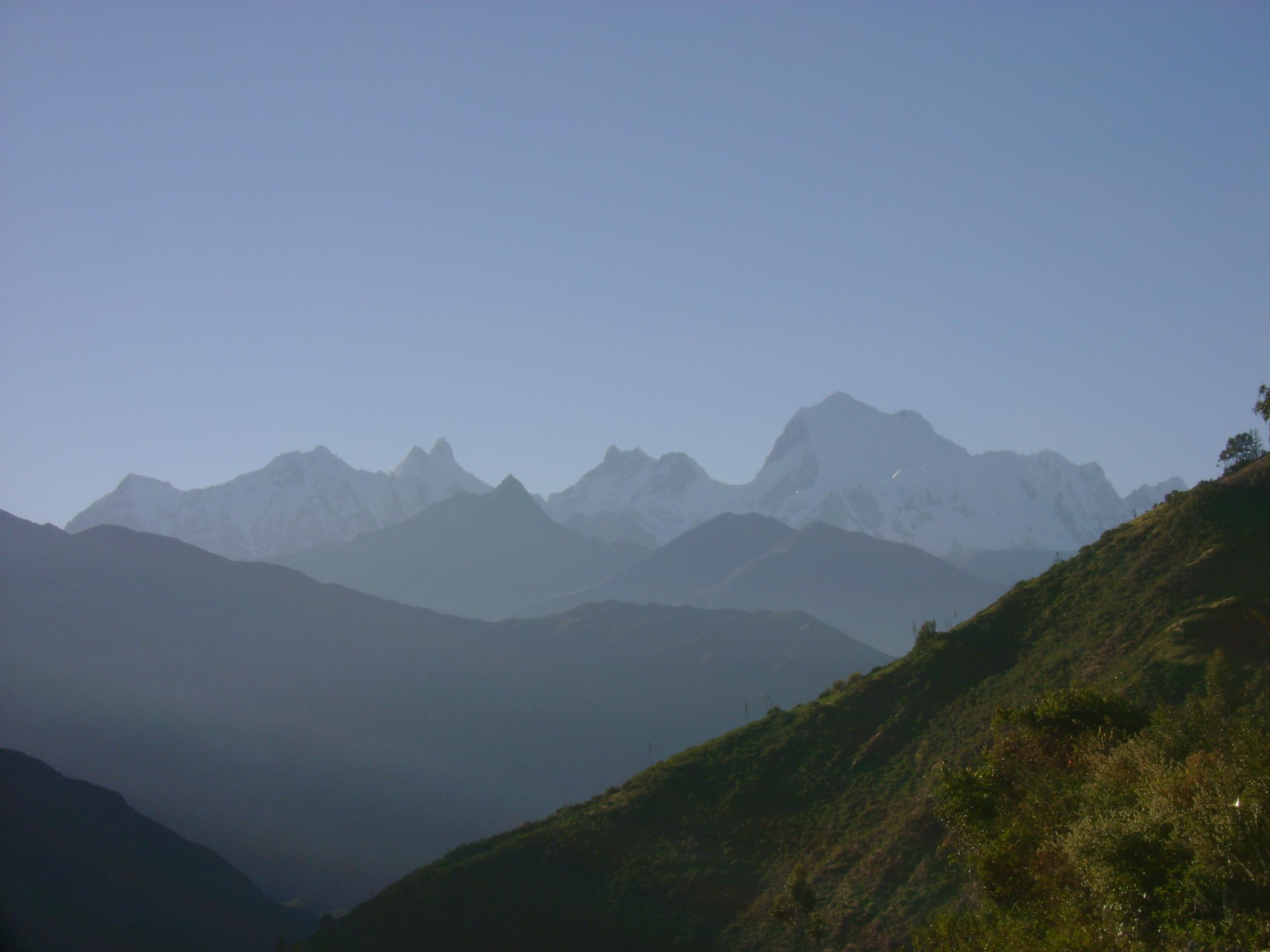
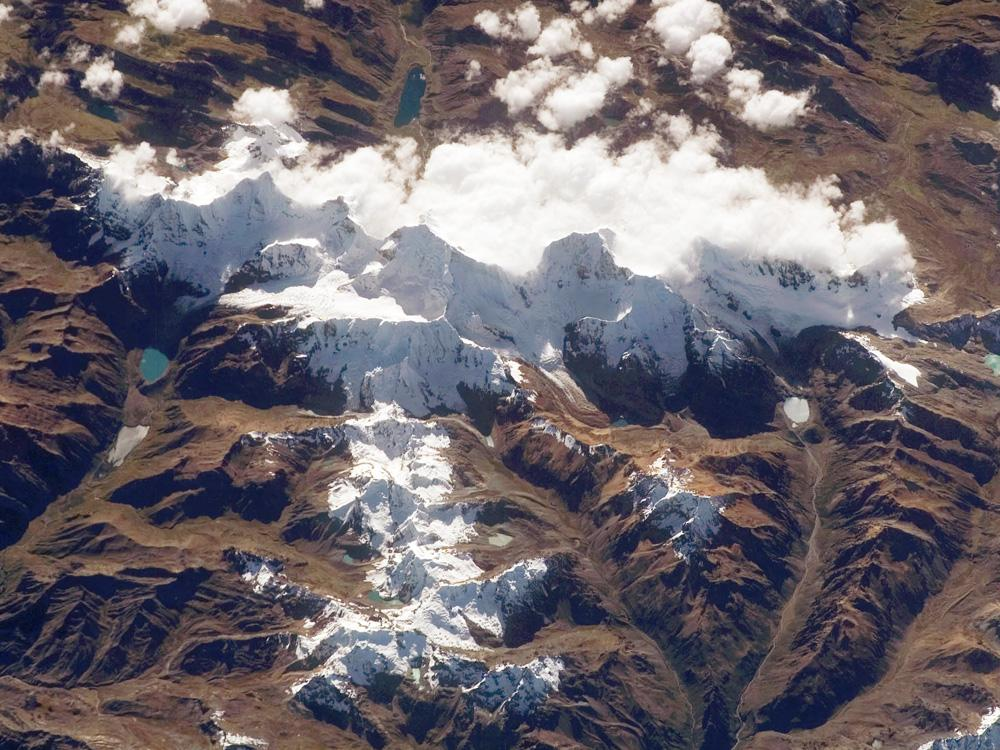
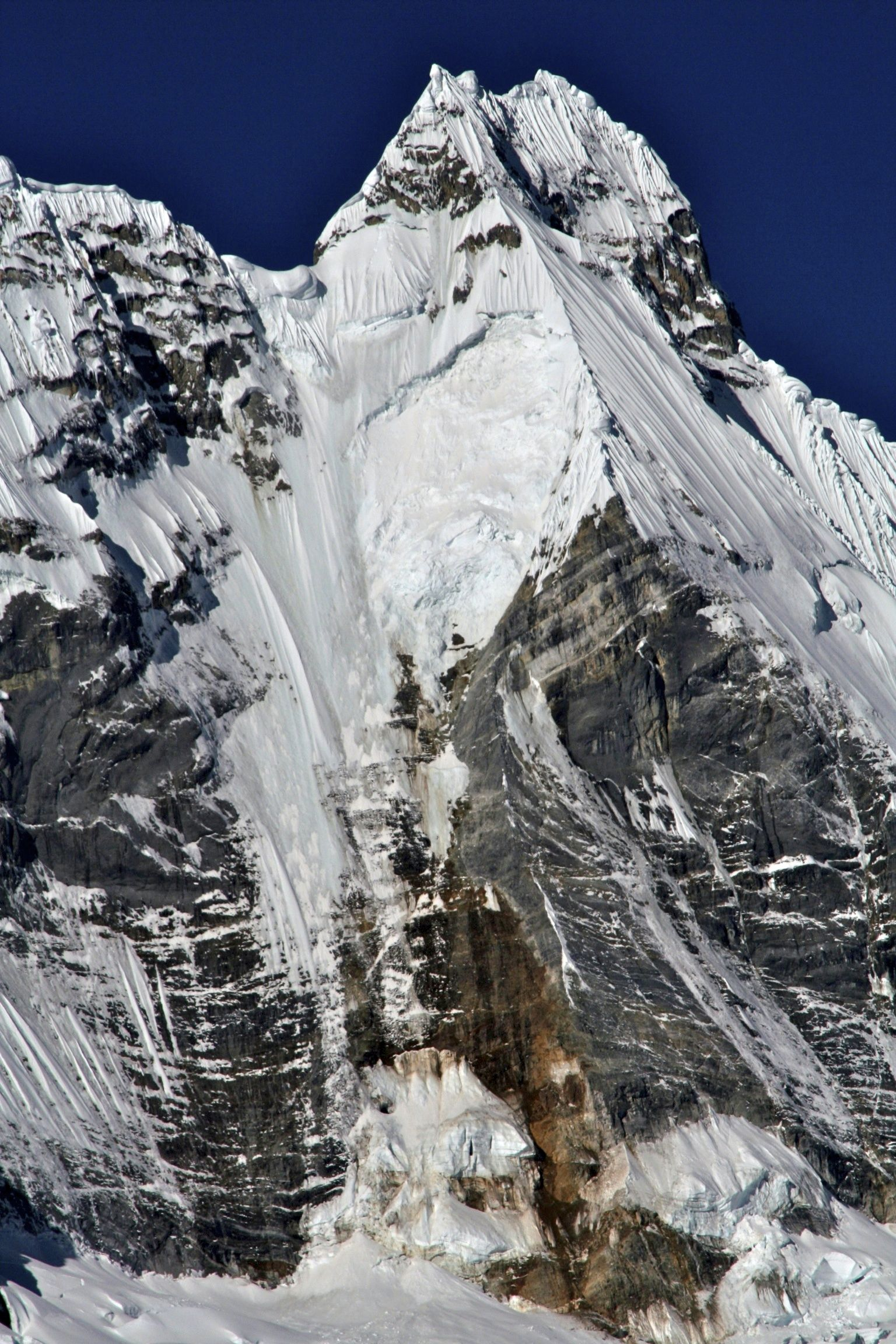